# Gotham FC
Il NJ/NY Gotham FC è una società calcistica femminile statunitense con sede nell'area metropolitana di New York. Fondata nel 2007 come Jersey Sky Blue, dal 2008 al 2020 ha assunto la denominazione di Sky Blue FC. Fu tra le società fondatrici della Women's Professional Soccer (WPS), e vi giocò nel 2009 e 2011, vincendo il titolo nella prima stagione. Dal 2013 milita nella National Women's Soccer League (NWSL), massima serie del campionato femminile statunitense, che ha vinto nel 2023.

## Storia

### Nascita ed era WPS
Quando nel 2007 venne lanciata la Women's Professional Soccer (WPS), l'area del New Jersey/New York era tra quelle designate ad ospitare una delle franchigie. Per tale area il compito di creare una squadra venne affidato alla società Sky Blue Women's Soccer. Una squadra, denominata Jersey Sky Blue, venne fondata nel 2007 per competere nella USL W-League. A inizio settembre 2008 venne annunciato che la squadra per la WPS avrebbe assunto il nome di Sky Blue FC e che Ian Sawyers era stato nominato general manager ed allenatore della squadra. Il 16 settembre 2008, tramite il processo di allocazione delle nazionali statunitensi effettuato dalla WPS, giunsero le prime tre calciatrici: Heather O'Reilly, Natasha Kai e Christie Rampone. Il 24 settembre ebbe luogo il secondo draft ed il club ottenne la canadese Sarah Walsh e le brasiliane Rosana ed Ester. Vennero, inoltre, messe sotto contratto l'australiana Colette McCallum e l'inglese Anita Asante. Nel mese di ottobre e all'inizio del 2009 giunsero altre calciatrici, tra le quali Karen Bardsley.

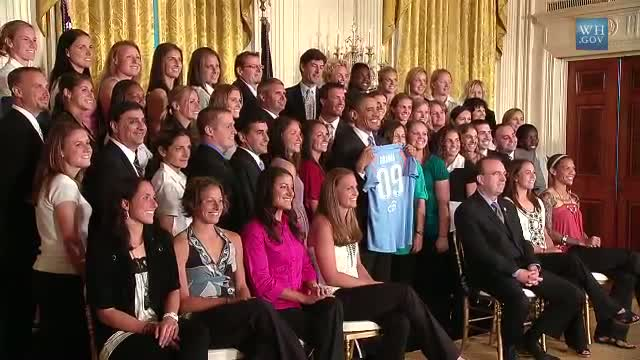
Foto della squadra vincitrice della WPS 2009, premiata dal presidente Barack Obama in una cerimonia alla Casa Bianca.

Il 5 aprile 2009 prese il via la stagione inaugurale della WPS e la squadra disputò le partite casalinghe allo Yurcak Field di Piscataway (New Jersey). Un inizio di stagione non positivo portò Sawyers all'esonero, venendo sostituito prima da Kelly Lindsey e poi dalla calciatrice Christie Rampone, quando Lindsey si dimise. Le prestazioni della squadra migliorarono, tanto da concludere la stagione regolare al quarto posto in classifica, accedendo ai play-off per il titolo. Ai play-off la squadra sconfisse prima il Washington Freedom al primo turno e poi il Saint Louis Athletica in semifinale. In finale lo Sky Blue batté il Los Angeles Sol per 1-0 grazie ad una rete di Heather O'Reilly, diventando la prima squadra campione di WPS e conquistando il suo primo titolo.

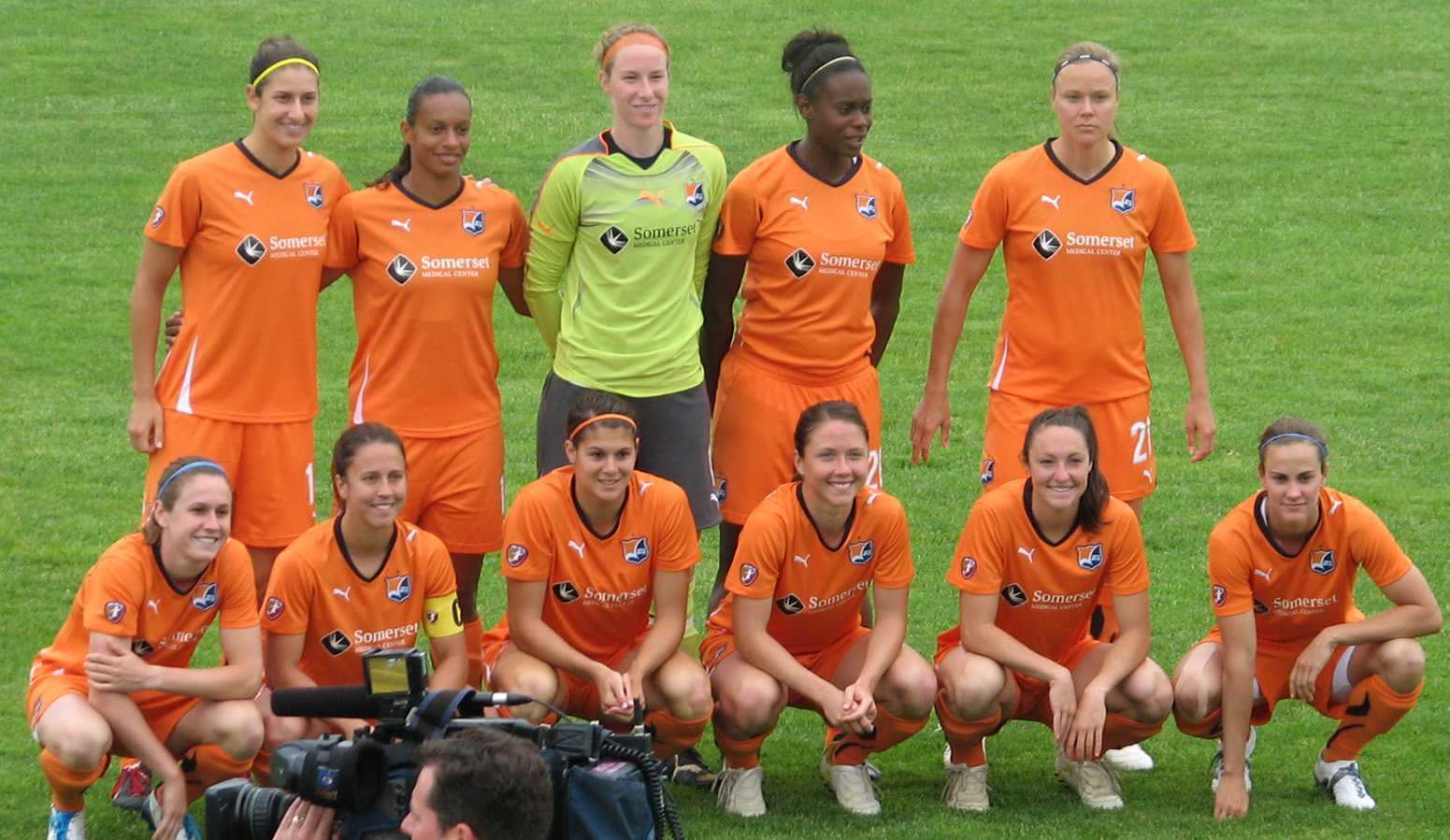
Formazione dello Sky Blue nel 2010.

Nella stagione 2010 la guida tecnica della squadra venne affidata alla finlandese  Pauliina Miettinen. A metà stagione, dopo una serie negativa di risultati, Miettinen venne sollevata dall'incarico e sostituita dal suo vice, Rick Stainton. La squadra terminò la stagione al quinto posto, non qualificandosi per i play-off per il titolo. Nella stagione 2011 James Gabarra venne nominato nuovo allenatore. La squadra concluse la stagione nuovamente al quinto posto, mancando l'accesso ai play-off per i peggiori risultati negli scontri diretti col Boston Breakers.
Dopo che la stagione 2012 era stata sospesa e poi cancellata, il 18 maggio 2012 la WPS annunciò il proprio scioglimento. Il 20 aprile 2012 la società annunciò un accordo di collaborazione col N.J. Wildcats, militante nella USL W-League; l'accordo prevedeva anche che James Gabarra avrebbe allenato la squadra.

### Era NWSL

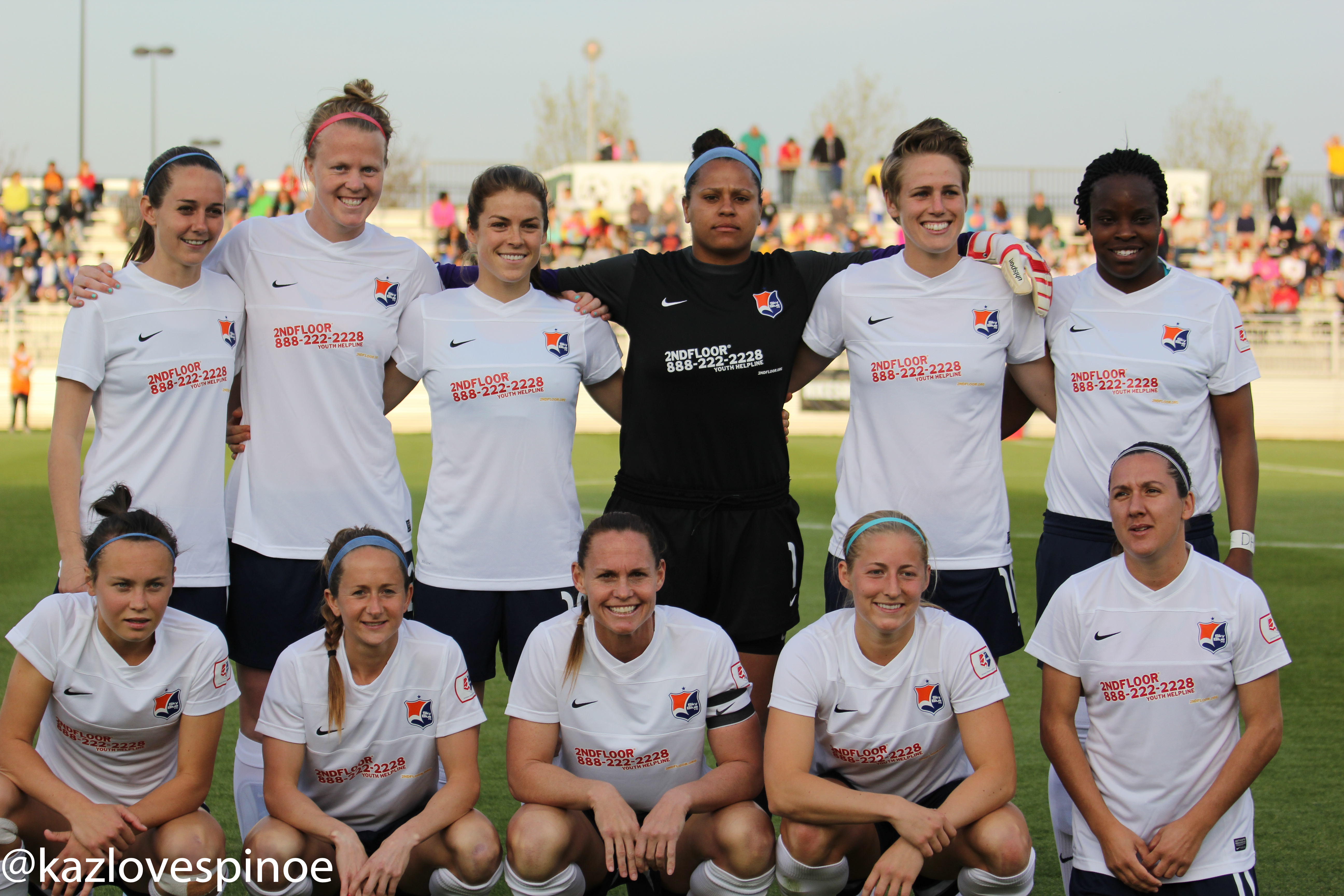
Formazione per la seconda partita di NWSL 2013.

Il 21 novembre 2012 venne ufficializzata la nascita della National Women's Soccer League (NWSL), una nuova lega professionistica per squadre femminili, e lo Sky Blue FC era una delle quattro società fondatrici, mentre altri quattro posti vennero assegnati a squadre in quattro città diverse. Tra le prime calciatrici a far parte della rosa c'erano le statunitensi Kelley O'Hara e Christie Rampone, la canadese Sophie Schmidt e la messicana Mónica Ocampo, veterane nelle rispettive nazionali, arrivate l'11 gennaio 2013 col processo di allocazione delle nazionali effettuato dalla NWSL. Nella stagione inaugurale lo Sky Blue concluse al quarto posto, ottenendo così l'accesso ai play-off per il titolo, dove perse la semifinale contro il Western New York Flash. Nel corso dell'annata la squadra aveva anche ottenuto una serie di cinque vittorie consecutive e una striscia di 435 minuti senza subire reti.
Nelle sei annate successive, dal 2014 al 2019, la squadra concluse la stagione regolare di NWSL sempre fuori dalla zona play-off, finendo anche all'ultimo posto nella stagione 2018. In quell'anno la squadra ottenne la prima ed unica vittoria stagionale all'ultima giornata, e fece registrare la più lunga striscia di partite senza vittoria (23) nella storia della NWSL. Il 18 novembre 2019 venne annunciato un accordo col New York Red Bulls per poter usare la Red Bull Arena ad Harrison come sede delle partite casalinghe a partire dalla stagione 2020. La stagione 2020 di NWSL venne cancellata a causa della pandemia di COVID-19 e sostituita dalla prima edizione della NWSL Challenge Cup a luglio e con una Fall Series, disputata in autunno. Lo Sky Blue arrivò in semifinale nella NWSL Challenge Cup, venendo sconfitto dal Chicago Red Stars.

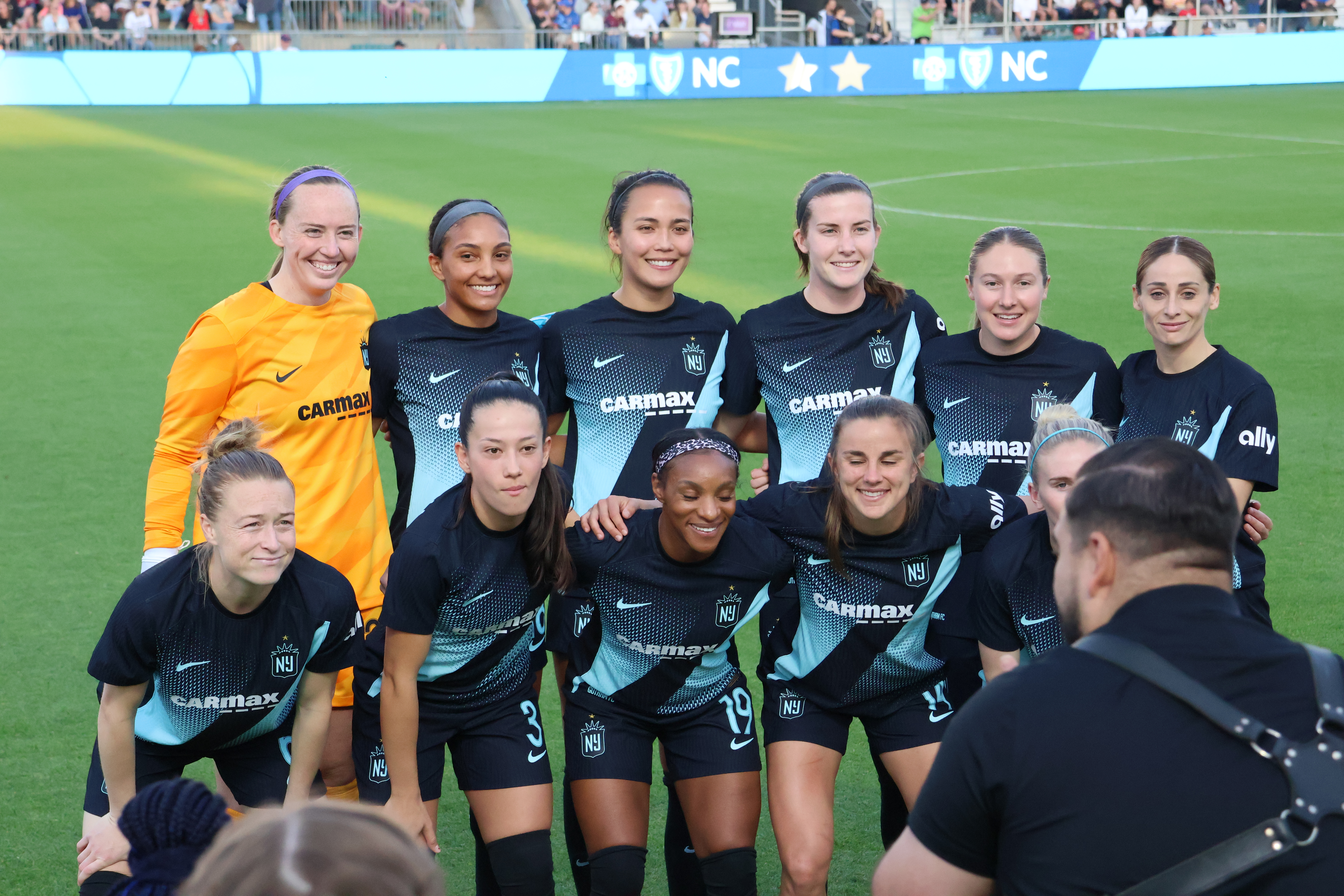
Formazione del NJ/NY Gotham nel marzo 2024.

Il 6 aprile 2021 il club cambiò il proprio nome in NJ/NY Gotham FC, con l'intento di rappresentante sia lo stato di origine, il New Jersey, che la vicina città di New York, di cui Gotham è uno dei soprannomi. Inoltre, vennero rinnovati anche lo stemma e i colori sociali, aggiungendo ufficialmente al blu anche il nero, comunque già largamente utilizzato nelle stagioni precedenti. Nella NWSL 2021 la squadra concluse la stagione regolare al quinto posto, accedendo ai play-off per il titolo. Venne, però, sconfitta già al primo turno dal Chicago Red Stars. Nella NWSL 2022 il NJ/NY Gotham concluse la stagione regolare al dodicesimo ed ultimo posto, pareggiando l'ultima gara contro il Portland Thorns ed interrompendo una striscia di dodici sconfitte consecutive. In vista della stagione seguente, lo spagnolo Juan Carlos Amorós venne nominato nuovo allenatore della squadra. Nel 2023 le prestazioni della squadra migliorarono nettamente, tanto che concluse la stagione regolare al sesto posto, che le consentì di accedere ai play-off per il titolo. Nei play-off la squadra batté il N. Carolina Courage al primo turno e il Portland Thorns in semifinale dopo i tempi supplementari, grazie ad una rete di Katie Stengel, ed accedendo alla finale per la prima volta. Nella finale, disputata allo Snapdragon Stadium di San Diego, sconfisse l'OL Reign per 2-1, diventando campione della NWSL per la prima volta. Nel 2024 il NJ/NY Gotham ottenne la sua migliore prestazione in una stagione regolare di NWSL, concludendo al terzo posto. Ai play-off dopo aver sconfitto il Portland Thorns ai quarti di finale, venne battuto in semifinale dal Washington Spirit dopo i tiri di rigore.

## Colori e simboli

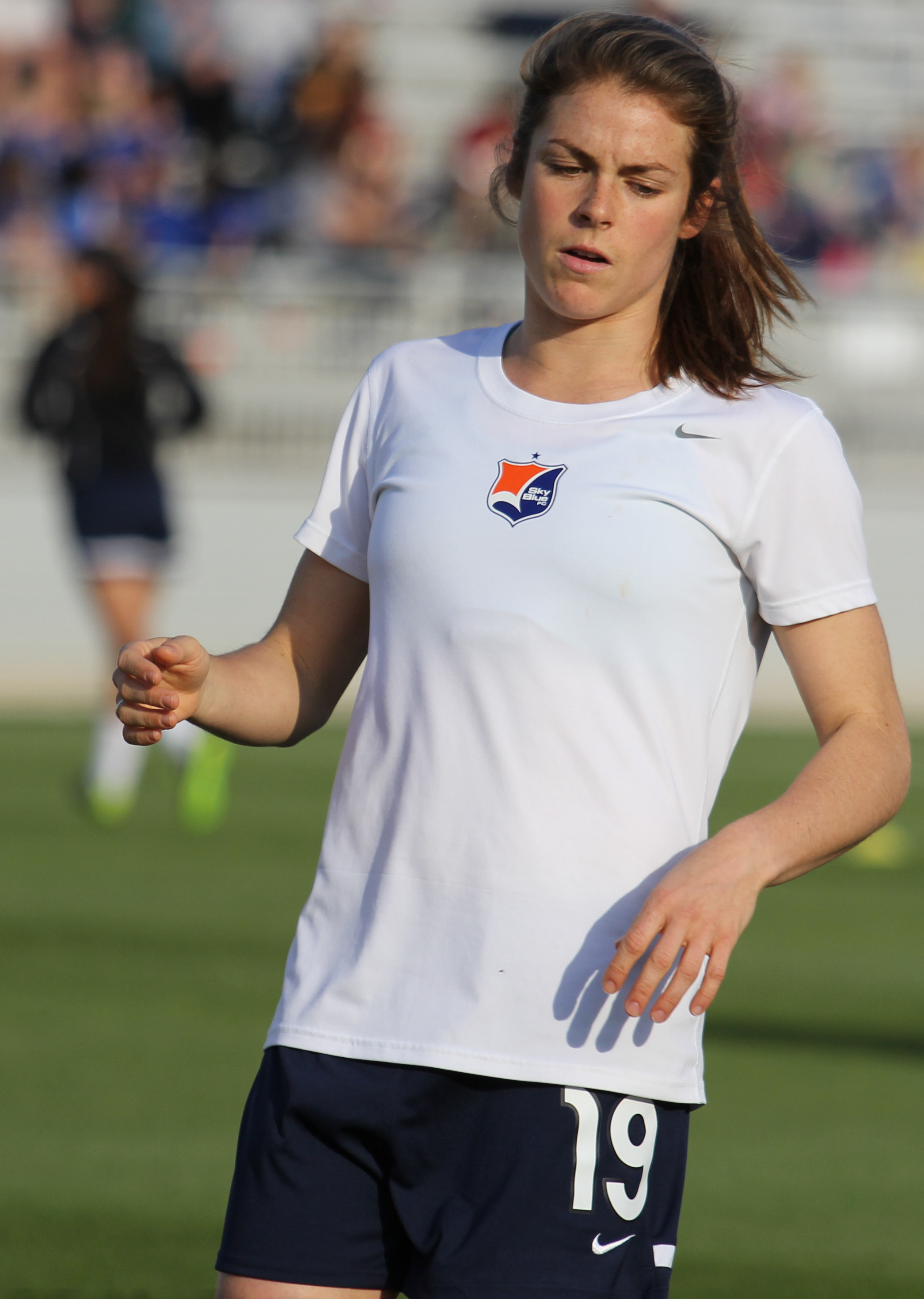
Kelley O'Hara con la maglia da allenamento della stagione 2013, dove campeggia lo stemma dello Sky Blue FC.

Con la denominazione Sky Blue FC, la franchigia aveva come colori sociali l'arancione e il blu, che erano presenti anche nello stemma, separati da una figura bianca; la scritta "Sky Blue FC" campeggiava nel lato blu del logo. Dopo la vittoria della WPS nel 2009 venne aggiunta una stella sopra lo stemma. Le divise da gioco hanno avuto diverse evoluzioni negli anni, prediligendo l'arancione nell'era WPS, mentre avendo il blu come tema principale nell'era NWSL.
Il 6 aprile 2021 venne annunciato un rebranding della franchigia con cambio di denominazione, logo e colori sociali. Il nome venne mutato in NJ/NY Gotham FC, mentre i colori sociali divennero il blu (sky blue), il nero (Gotham black) e il bianco (cloud white), richiamando in questo modo il nome originario della franchigia, il nuovo nome e il nome col quale venivano chiamati i tifosi della squadra. Lo stemma venne disegnato dal grafico statunitense Matthew Wolff, che aveva disegnato il logo di altre società calcistiche professionistiche statunitensi. Lo stemma è adornato da una corona, che riproduce quella della statua della Libertà e che rappresenta le intenzioni della proprietà di essere un club internazionale. Al centro dello stemma sono presenti tre lettere: la "N" e un ibrido di "J" e "Y" nell'intento di richiamare il New Jersey come sede societaria e la presenza a New York.

## Allenatori
- 2009  Ian Sawyers (gen.-mag.)
 Kelly Lindsey (mag.-lug.)
 Christie Rampone (lug.-set.)
 Pauliina Miettinen (set.-dic.)
- 2010  Pauliina Miettinen (gen.-lug.)
 Rick Stainton (lug.-ott.)
 James Gabarra (ott.-dic.)
- 2011-2015  James Gabarra
- 2016  Christy Holly
- 2017  Christy Holly (gen.-lug.)
 Dave Hodgson (ago.-nov.)
- 2018  Denise Reddy
- 2019  Denise Reddy (gen.-giu.)
 Christiane Lessa e Hugo Macedo (giu.-set.)
 Freya Coombe (set.-dic.)
- 2020  Freya Coombe
- 2021  Freya Coombe (gen.-ago.)
 Scott Parkinson (ago.-dic.)
- 2022  Scott Parkinson (gen.-ago.)
 Hue Menzies (ago.-ott.)
 Juan Carlos Amorós (ott.-dic.)
- 2023-  Juan Carlos Amorós

## Palmarès
- Women's Professional Soccer: 1

2009
- National Women's Soccer League: 1

2023

## Statistiche

### Partecipazione ai campionati
| Livello | Categoria                      | Partecipazioni | Debutto | Ultima stagione | Totale |
| ------- | ------------------------------ | -------------- | ------- | --------------- | ------ |
| 1º      | Women's Professional Soccer    | 3              | 2009    | 2011            | 15     |
| 1º      | National Women's Soccer League | 12             | 2013    | 2024            | 15     |

### Partecipazione alle coppe
| Competizione       | Partecipazioni | Debutto | Ultima stagione | Totale |
| ------------------ | -------------- | ------- | --------------- | ------ |
| NWSL Challenge Cup | 5              | 2020    | 2024            | 5      |

## Organico

### Rosa 2021
Rosa, ruoli e numeri di maglia tratti dal sito ufficiale, aggiornati al 27 aprile 2021.
| N. |                                 | Ruolo | Calciatrice      |
| -- | ------------------------------- | ----- | ---------------- |
| 1  | Canada (bandiera)               | P     | Kailen Sheridan  |
| 3  | Stati Uniti (bandiera)          | D     | Caprice Dydasco  |
| 4  | Stati Uniti (bandiera)          | A     | Paige Monaghan   |
| 5  | Stati Uniti (bandiera)          | C     | Nicole Baxter    |
| 6  | Ghana (bandiera)                | C     | Jennifer Cudjoe  |
| 7  | Stati Uniti (bandiera)          | C     | McCall Zerboni   |
| 8  | Stati Uniti (bandiera)          | D     | Erica Skroski    |
| 9  | Giappone (bandiera)             | C     | Nahomi Kawasumi  |
| 10 | Stati Uniti (bandiera)          | A     | Carli Lloyd      |
| 11 | Corea del Sud (bandiera)        | C     | Lee So-dam       |
| 12 | Stati Uniti (bandiera)          | D     | Gina Lewandowski |
| 13 | Bosnia ed Erzegovina (bandiera) | P     | DiDi Haracic     |
| 14 | Stati Uniti (bandiera)          | D     | Kenie Wright     |

| N. |                        | Ruolo | Calciatrice     |
| -- | ---------------------- | ----- | --------------- |
| 15 | Messico (bandiera)     | D     | Sabrina Flores  |
| 17 | Stati Uniti (bandiera) | C     | Domi Richardson |
| 19 | Stati Uniti (bandiera) | C     | Elizabeth Eddy  |
| 20 | Canada (bandiera)      | A     | Evelyne Viens   |
| 21 | Stati Uniti (bandiera) | P     | Mandy McGlynn   |
| 22 | Stati Uniti (bandiera) | D     | Mandy Freeman   |
| 23 | Stati Uniti (bandiera) | A     | Margaret Purce  |
| 24 | Camerun (bandiera)     | D     | Estelle Johnson |
| 25 | Nigeria (bandiera)     | A     | Ifeoma Onumonu  |
| 26 | Stati Uniti (bandiera) | C     | Claire Winter   |
| 28 | Stati Uniti (bandiera) | D     | Imani Dorsey    |
| 35 | Stati Uniti (bandiera) | P     | Megan Hinz      |
|    | Stati Uniti (bandiera) | C     | Allie Long      |

### Rosa 2015
Rosa aggiornata al 26 settembre 2015.
| N. |                        | Ruolo | Calciatrice      |
| -- | ---------------------- | ----- | ---------------- |
| 1  | Canada (bandiera)      | P     | Kailen Sheridan  |
| 2  | Stati Uniti (bandiera) | A     | McKenzie Meehan  |
| 3  | Stati Uniti (bandiera) | D     | Christie Rampone |
| 5  | Stati Uniti (bandiera) | A     | Maya Hayes       |
| 6  | Stati Uniti (bandiera) | C     | Taylor Lytle     |
| 7  | Stati Uniti (bandiera) | C     | Nikki Stanton    |
| 8  | Stati Uniti (bandiera) | D     | Erica Skroski    |
| 10 | Stati Uniti (bandiera) | C     | Daphne Corboz    |
| 11 | Costa Rica (bandiera)  | C     | Raquel Rodríguez |
| 12 | Stati Uniti (bandiera) | C     | Kim DeCesare     |
| 15 | Stati Uniti (bandiera) | D     | Kayla Mills      |

| N. |                        | Ruolo | Calciatrice     |
| -- | ---------------------- | ----- | --------------- |
| 16 | Stati Uniti (bandiera) | C     | Sarah Killion   |
| 17 | Stati Uniti (bandiera) | D     | Domi Richardson |
| 19 | Stati Uniti (bandiera) | D     | Kelley O'Hara   |
| 20 | Australia (bandiera)   | A     | Samantha Kerr   |
| 21 | Inghilterra (bandiera) | A     | Leah Galton     |
| 22 | Stati Uniti (bandiera) | D     | Mandy Freeman   |
| 27 | Stati Uniti (bandiera) | P     | Caroline Casey  |
| 32 | Stati Uniti (bandiera) | A     | Natasha Kai     |
| 33 | Stati Uniti (bandiera) | D     | Erin Simon      |
| 73 | Stati Uniti (bandiera) | C     | Madison Tiernan |